# Puerulus sewelli
Puerulus sewelli is een tienpotigensoort uit de familie van de Palinuridae. De wetenschappelijke naam van de soort is voor het eerst geldig gepubliceerd in 1938 door Ramadan.